# Phaenicophaeus
Phaenicophaeus és un gènere d'ocells de la família dels cucúlids (Cuculidae) que es troben al sud i sud-est asiàtic.

## Taxonomia
El gènere Phaenicophaeus va ser introduït el 1815 pel naturalista anglès James Francis Stephens. Va incloure tres espècies en el gènere, però el 1940 James L. Peters va designar la malcoha cara-rogenc (Cuculus pyrrhocephalus, Pennant, 1769) com a espècie tipus. El nom del gènere prové del grec antic «φοινικοφαης» («phoinikophaēs») que significa d'“aspecte carmesí” o “roig brillant”.
Segons la Classificació del Congrés Ornitològic Internacional (versió 14.2, 2024) aquest gènere està format per 7 espècies:
- malcoha pitbrú (Phaenicophaeus curvirostris).
- malcoha ventrenegre (Phaenicophaeus diardi).
- malcoha cara-rogenc (Phaenicophaeus pyrrhocephalus).
- malcoha ventre-roig (Phaenicophaeus sumatranus).
- malcoha fumat (Phaenicophaeus tristis).
- malcoha ullblau (Phaenicophaeus viridirostris).
- malcoha de les Mentawai (Phaenicophaeus oeneicaudus) - separat de P. curvirostris[5]